# يورن نيلسن
يورن نيلسن (بالدنماركية: Jønke)‏ هو كاتب ومؤلف دنماركي، ولد في 5 يونيو 1960 في Gladsaxe Municipality ‏ في الدنمارك.